# Amedeo di Francesco da Settignano
Amedeo di Francesco, detto anche Meo del Caprino (Settignano, 1430 – Settignano, 1501), è stato un architetto, ingegnere e scultore italiano del rinascimento attivo a Roma e a Torino nella seconda metà del XV secolo.

## Biografia
Originario di una famiglia di maestri di pietra e costruttori, fonti documentali lo danno attivo a Ferrara dal 1453 al 1461.
Dal 1462 si trasferì a Roma dove lavorò a Palazzo Barbo, meglio conosciuto come Palazzo Venezia, e dal 1467 al 1470 in Vaticano alla Loggia delle benedizioni, che fu modificata nei successivi lavori di rifacimento della Basilica Vaticana.
Nel 1492 ricevette dal Cardinale Domenico della Rovere, divenuto Vescovo della città, l'incarico di costruire il nuovo Duomo della città di Torino.
Amedeo di Francesco portò a Torino, che fino ad allora era restata legata per tradizione e vicinanza all'architettura gotica d'oltralpe, il primo esempio di architettura rinascimentale tipicamente toscana, in cui, su di un impianto fondamentalmente semplice e lineare, si fondono elementi che ricordano le architetture del Brunelleschi e dell'Alberti.
Una lastra tombale da lui scolpita si trova nella Chiesa di Sant'Agostino a Carmagnola.
In un testamento datato 11 febbraio del 1497 lasciava disposizioni per la sua sepoltura, chiedendo che avvenisse nella chiesa di Santa Maria di Settignano. Morì nel gennaio del 1501.